# سیارک ۱۵۸۴۰
سیارک ۱۵۸۴۰ (به انگلیسی: 15840 Hiroshiendou، نامگذاری:1995KH1)۱۵۸۴۰مین سیارک کشف شده‌است که در ۳۱ مه ۱۹۹۵ کشف شد.